# Michael Tedja
Michael Tedja (Rotterdam, 1 september 1971) is een Nederlands schrijver, dichter, beeldend kunstenaar en curator. 

## Biografie
Michael Tedja werd in 1971 in Rotterdam geboren en groeide op in Vlaardingen in een gezin met Surinaamse ouders. Hij studeerde van 1991 tot en met 1996 aan de Gerrit Rietveld Academie en voltooide vervolgens zijn masteropleiding aan het Sandberg Instituut in Amsterdam (1996-1998). Tevens volgde hij cursussen aan het Art Institute of Chicago (1993).
In 2001 won hij de Charlotte Köhlerprijs, de aanmoedigingsprijs van het Prins Bernhard Cultuurfonds voor jong talent (tot 35 jaar) in beeldende kunst en theater.
Tedja exposeerde onder meer met SNAKE (2013) in het Cobra Museum voor Moderne Kunst. Ook was er werk van hem te zien in het Stedelijk Museum, Museum Jan Cunen, Museum De Fundatie en in verschillende galeries in de Verenigde Staten. Zijn laatste solotentoonstelling Hypersubjective, een installatie met 134 grote tekeningen, was van 8 juli 2018 tot en met 14 oktober 2018 te zien in het Centraal Museum in Utrecht.
Daarnaast schreef hij meerdere romans (A.U.T.O.B.I.O.G.R.A.F.I.E., Hosselen, Briljante man) en dichtbundels (De aquaholist, Tot hier en verder, Regen) en publiceerde hij regelmatig gedichten, essays, proza en tekeningen in De Gids, Absint, Samplekanon, nY, Revisor, Hollands Maandblad, De Volkskrant, Metropolis M en Caraïbisch Uitzicht. Ook cureert hij een beeld en taalrubriek voor de Poëziekrant.
Sinds 2006 is Tedja als docent verbonden aan het Sandberg Instituut. Tedja is oprichter en directeur van The DFI Publishers. Een hedendaags platform “for exciting ideas from beyond our own national borders, producing remarkable images, crazy associations in stinging criticisms, stories and poems which it places in an intercultural context”, dat een deel van zijn teksten (mede) heeft uitgegeven. Buiten zijn artistieke werk om is Tedja actief binnen high-IQ-gezelschappen.
In 2021 neemt Tedja plaats in de jury van de P.C. Hooftprijs voor poëzie. Ook in 2021 werd de Sybren Poletprijs aan hem toegekend.  In hetzelfde jaar werd Tedja ook benoemd tot lid van de Akademie van Kunsten.

## Literaire werk

### Proza en poëzie
In 2003 debuteert Tedja als romanschrijver met A.U.T.O.B.I.O.G.R.A.F.I.E. (Aantekeningen Uit Tedja's Onderbewuste Bibliotheek In Oorspronkelijke Grootse Retoriek Als Fallectomie In Erotiek) bij uitgeverij Vassallucci. 
In deze schelmenroman onderzoekt hoofdpersoon Hermanus Friedpot zijn toekomstige positie in het artistieke veld als jonge kunstenaar met Surinaamse roots. Hij worstelt met een getroebleerde thuissituatie en probeert op het rechte pad te blijven terwijl hij de nodige wilde avonturen meemaakt. Het boek kan worden gelezen als een kritische evaluatie van de kunstwereld en de culturele instituties.
Twee jaar later publiceert Tedja zijn eerste dichtbundel bij de onafhankelijke uitgeverij –  gespecialiseerd in ‘historical avant-garde and counterculture’ – Sea Urchin, onder de titel De aquaholist. Deze gedichten en prozagedichten zijn ontstaan in de periode 1991-2004. 
Door de jaren heen heeft Tedja een fictieve ruimte gecreëerd die hij 'Het Holarium' noemt. Het Holarium is een plek waarin zijn beeldende werk, poëzie en proza samenkomen. Deze virtuele ruimte bestaat uit een systeem opgebouwd uit fragmenten van taal, ritme en onderzoek die samen een coherente entiteit vormen. Het verzamelen van deze fragmenten wordt door hem ‘aquaholisme’ genoemd, net als ‘Holarium’ een samenvoeging van de woorden aquarium en holisme (het zoeken naar verbindingen die losse eigenschappen tot één geheel maken). Het Holarium is tevens de titel van zijn eerste solotentoonstelling (met bijbehorende catalogus) in Museum Jan Cunen in Oss. 
In 2009 verschijnt zijn tweede roman getiteld Hosselen bij uitgeverij KIT Publishers. Dit ruim vijfhonderd pagina’s tellende werk bestaat uit een verzameling van teksten (essays, fictie, poëzie, pamfletten), afbeeldingen (reproducties, beeldverhalen, schema’s, tekeningen) en een DVD. De ondertitel is Een diachronische roman in achtenvijftig gitzwarte facetten over beeldende kunst in identiteitsdenkend Nederland anno 2009. Dit aantal komt overeen met het aantal facetten waarop een briljant geslepen wordt. De tekst is niet-chronologisch opgebouwd, wat de diachronische vertelstructuur versterkt. Ondanks dat de structuur afwijkt van die van een standaardroman is er wel degelijk een rode draad te herkennen. Terugkerende personages zijn ‘de hosselaar’, een curator die de ideale tentoonstelling probeert samen te stellen terwijl hij onheil op zijn pad tegenkomt, en zijn vriendin.
‘Hosselen’ is oorspronkelijk een Surinaams woord. Het is afkomstig van het Engelse ‘to hustle’, en betekent in het algemeen zoiets als ‘het bij elkaar scharrelen van bestaansmiddelen’, ‘het verdienen van geld middels losse, soms ongeoorloofde, klussen’ of het maken van een deal. In straattaal kan het ook als synoniem voor ‘fixen’ worden gebruikt, dat ‘versieren’ betekent. 
Hosselen is een terugkerend motief in zijn werk. In april 2020 publiceert hij onder dezelfde titel een essay in het literaire tijdschrift De Gids. Hierin beschrijft Tedja hoe de gelijknamige roman een onderzoek is ‘naar de schijnbaar negatieve bijdrage die de Surinaamse taal aan de Nederlandse taal levert’ en zet hij uiteen hoe diachronie en in dit geval de meervoudige vertelvorm volgens hem essentieel zijn voor de kwaliteit van kunst. 
Ook maakt hij hierin duidelijk dat om een verzelfstandiging van de roman Hosselen te bewerkstelligen het diachronisch kader doorbroken moest worden. Aan het eind stapt de curator daarom ‘uit het kader van de fictie en gaat hij daadwerkelijk die tentoonstelling cureren. De titel van de show is: Eat the frame!’, dezelfde naam als de exhibitie die Tedja cureerde in Galerie Nouvelles Images in Den Haag.
Zijn tweede dichtbundel Tot hier en verder verschijnt in 2013 bij uitgeverij IJzer. De titel is gebaseerd op de betekenis van de naam Tedja. Deze betekent in het Surinaams: tot hier. Te = tot, en dja = hier. Dat is logischerwijs ook een zinspeling op de uitdrukking ‘tot hier en niet verder’.
In de verkooptekst wordt de bundel aangeprezen als een transgressief werk: ‘Tot hier, definitief, en verder, die grens weer over. Eveneens metafoor voor het gedicht en het dichten zelf. Een gesloten toestand waar je doorheen gaat, een ruimte verder. In de hier gebundelde gedichten, 45 stuks, ordent Tedja door zijn wereldbeeld constant op losse schroeven te zetten.’
Twee jaar later publiceert hij Regen (2015) bij dezelfde uitgeverij. Zelf zegt Tedja hierover: ‘De gedichten in Regen hangen als het ware naar beneden. Het zijn een soort staartdelingen. Uitkomsten van verticaal denken. Horizontaal was prozaïsch denken, functies toekennen aan gebeurtenissen.
Het onderwerp van het boek was de meerstemmigheid. Ik legde meerdere sporen, lijnen en parallellen aan, om het (meestal) eendimensionale karakter van een politieke kunst te omzeilen. Hierdoor ontstond er een talige ruimte waar abstracte zaken aan het licht kwamen. Ik zag het als een spel dat betekenissen genereerde in een talige wereld die niet sprak maar sprekend was, waar de dichter woonde en waarin hij zijn onderwerpen tot gedichten had gemaakt’
De titel is een anagram (Tedja: 'Regen is oer-Hollands, maar je kunt het ook omdraaien en vanaf rechts lezen. Dan staat er: Neger.') dat de thematiek van de bundel, afkomst en racisme, weerspiegelt.
In 2018 verschijnt gelijktijdig met de tentoonstelling Hypersubjective, zijn derde en tot nog toe laatste roman Briljante man. Hierin snijdt Tedja thema’s aan als racisme, kunst, kunstenaarschap, schrijverschap, maatschappelijke chaos. ‘Dit alles in een experimentele, hoogst oorspronkelijke stijl – die associatief is, als een lange stream of consciousness’, zo staat vermeld in de flaptekst. 
Ook hier komt de kenmerkende stijl van essayistische passages die afgewisseld worden met persoonlijke noties terug. De roman wordt op de website van de uitgeverij gedefinieerd als een ‘tekstcollage die springt door de tijd en de ruimte met een mix van proza, poëzie en beschouwing over kunst, literatuur, politiek, filosofie en cultuurverschillen tussen Nederland en Suriname’. 
De titel van dit werk valt net als de vorm van Hosselen te herleiden naar de belangstelling die Tedja heeft voor wiskunde en geometrische vormen. In de korte documentaire die is gemaakt voor zijn portret op Hollandse Meesters geeft hij te kennen dat hij in zijn vrije tijd graag cijferreeksen analyseert. Het boek is tevens de voltooiing van de ‘groeibriljant’ waar hij sinds zijn romandebuut in 2003 aan heeft gewerkt. 

### Vertalingen
Van Tedja is er vertaald werk verschenen in het Engels onder de titels Aquaholism (2014) en The Holarium (2017) bij uitgeverij Sternberg Press.

### Exclusief(2019)
Tedja's dichtbundel Exclusief is verschenen in april 2019 bij de Utrechtse uitgeverij IJzer.

#### Vorm
De bundel is gestructureerd en bestaat uit de delen: 1. Communicatie: zonder geweld was er niets dat bond, 2. Cultuurverschillen: de gemaaide haren van het gras, 3. Werkwijze: zo zwart als de bloedende stier, 4. De casus: weg met de zwaarte! en 5. Conclusie: de wereld vreest asociale media. Hierdoor vertoont de inhoudsopgave van de bundel overeenkomsten met die van een onderzoeksverslag, of een andersoortige analytische tekst. Afsluitend worden de laatste drie gedichten aangeboden onder de noemer Traktatie en is de tekst voorzien van Aantekeningen.
Vormtechnisch heeft Tedja in de bundel geëxperimenteerd met enjambement en het wit (bijvoorbeeld in de gedichten 'Zin' en 'Stem'). Er wordt gebruikgemaakt van stijlfiguren als de zinspeling en anafoor.
Tedja’s belangstelling voor getallen en het cijfermatige kan onder meer worden waargenomen in het gedicht 'Zin'. In een interview met Vice geeft Tedja te kennen dat wanneer hij geen kunstenaar was geweest, hij wiskundige was geworden.

#### Thematiek
Het gedicht 'Oester', dat voorafgaat aan de delen, kan worden beschouwd als proloog, en benadrukt het hermetische karakter van het werk. De hoofdthema’s die aangesneden worden zijn identiteit, exclusiviteit en communicatie. Tedja behandelt de meervoudige thematiek op een diachronische wijze, zoals hij dat al eerder in zijn andere werk heeft laten zien. Dit versterkt het aspect van polarisatie dat is gelegen in de desbetreffende thema’s. Zijn gedichten worden gekenmerkt door een sterk psychologische, filosofische ondertoon.
Wanneer nader wordt ingegaan op de thematiek kan er duidelijk een bepaalde lijn worden ontdekt. Binnen de hoofdthema’s kan men onder meer een literair motief als online aanwezigheid en social media ontwaren. Hierbij bedient hij zich van termen als ‘blog’, ‘liken’, ‘tijdlijn’, ‘data’, ‘selfie’, ‘schermen’ en ‘virtueel’. 
Gekoppeld hieraan wordt de lezer geconfronteerd met een motief van identitaire, politiek-ideologische verschijnselen, doordat er meerdere malen figuren als een skinhead en neonazi’s worden opgevoerd (in Stem, Poes, Kaal, Grens en Boom) en in het gedicht Stank ‘rechts-extremistische taal op fora’ wordt benoemd. Kaalheid dient als middel om de figuur van de skinhead te beschrijven. In Aantekeningen legt Tedja uit dat deze in beeld kwam in het gedicht dat hij ‘binnen het kader van het Winternachten Festival schreef. Het thema was Artificial ignorance: Digitaal falen.’
Een ander terugkerend motief is het aspect van identiteit waar het zojuist genoemde discours tegenin gaat. Dit behelst een zelf dat zich bewust is van het migratieverleden en de koloniale geschiedenis die in hem schuilen.
Dit postkoloniale bewustzijn kan duidelijk waargenomen worden in gedichten als Korf (Afrikaanse cultuur en westerse inmenging spelen hierin een rol) en Vraag, waarin migratieachtergrond als essentie van identiteit wordt verbeeld door het gedicht te laten aanvangen met een strofe die bestaat uit geboortedata- en plaatsen (in het Caraïbisch gebied) van niet nader gespecifieerde familieleden. 
Ook komt dezelfde kritische houding specifiek tot uiting in Tulp, het eerste gedicht van Deel 1, waarbij een Turks-Nederlandse identiteit is omlijnd met een tulp. De kritiek die hierin schuilgaat wordt des te duidelijker wanneer men de aantekening leest die Tedja heeft bijgevoegd, waarin hij expliciet maakt dat de tulp in het gedicht afkomstig is uit Turkije. En: ‘Niet alleen in het gedicht. Het is een feit. De tulp is geen Hollandse bloem, zoals het voorgesteld wordt.’ Tevens deelt hij mede dat het gedicht impliciet een verwijzing is naar De aardappeleters van Van Gogh. ‘Dat schilderij heb ik als een kritiek op het kolonialisme gezien. De aardappel is een Zuid-Amerikaans gewas.’ Daarnaast kan de bloem ook worden gezien als symbool voor het imperialistisch kapitalisme. In de Gouden Eeuw werd er dusdanig gespeculeerd met tulpenbollen dat de bloem onbetaalbaar was geworden en evenveel waard was als een volledig grachtenpand.
Eveneens ligt dezelfde kritiek omtrent het thema ‘meervoudige identiteit’ ten grondslag aan het gedicht 'Oranjeboven', waarin onder andere de frase ‘Willem van Oranje was een allochtoon’ gelezen kan worden.
Hermanus Friedpot, protagonist in A.U.T.O.B.I.O.G.R.A.F.I.E. wordt in Exclusief opnieuw opgevoerd als een ‘volwaardig verdichtsel’.
Andere elementen in deze bundel die nader geanalyseerd kunnen worden zijn de maan, universaliteit, zwaarte en duisternis.

#### Verwantschap
Referenties aan historische figuren en namen uit de literatuur en wetenschap zijn overigens een terugkerend fenomeen. Zo komen Dostojevski, Freud, Jan Kruis, Jezus Christus, maar ook Shakespeare’s Koopman van Venetië en de Dada-beweging voorbij. In 'Stem' worden collega-auteurs, en wellicht ook inspiratiebronnen, Charles Bukowski, Dante Alighieri, Edgar Cairo en Lucebert achtereenvolgens genoemd.
Van de auteur Edgar Cairo is in 'Traktatie' een vertaald gedicht opgenomen onder de naam Pauw. Hetzelfde geldt voor 'Teen', dat een vertaling is van 'The creole’s big' toe van de Amerikaanse schrijver en cultuurcriticus Gean Moreno. In zijn essay in De Gids vertelt Tedja dat Cairo en de manier waarop er met hem en zijn literaire werk werd omgegaan een inspiratie voor hem is geweest om zich ‘nader te verklaren’ in de roman Hosselen. Ook is dit niet de eerste keer dat Tedja in zijn werk een tekst van Moreno opneemt. Bijdragen van hem kunnen ook gevonden worden in Eat the frame!, SNAKE en The Holarium. Bovendien werkten zij samen aan tentoonstellingen in de Verenigde Staten.

#### Titel
De titel kan verklaard worden als een representatie van de exclusiviteit in identiteit en gezelschap die Tedja op waarde schat. Gelijktijdig kan het worden gelezen als een kritiek op de kunstwereld en een aanduiding van zijn lezerspubliek.

### Boekuitgaven
- Het Holarium (2002). Oss: Museum Jan Cunen. (Catalogus.)
- A.U.T.O.B.I.O.G.R.A.F.I.E. (2003). Amsterdam: Vassallucci. (Roman.)
- De aquaholist (2005). Rotterdam: Sea Urchin. (Poëzie.)
- Hosselen. Een diachronische roman in achtenvijftig gitzwarte facetten over beeldende kunst in identiteitsdenkend Nederland anno 2009 (2009). Amsterdam: KIT Publishers. (Roman.)
- Eat the frame! Een polymorf essay als catalogus bij een internationale beeldententoonstelling in Nederland anno 2009 (2009). Amsterdam: KIT Publishers / The DFI Publishers. (Catalogus.)
- Het 1 eurogedicht. Culturele diversiteit en de hulpbehoevendheid (van de instituten) (2010). Amsterdam: The DFI Publishers. (Poëzie.)
- Het tafelgedicht. Deel twee uit de serie Het 1 eurogedicht (2011). Amsterdam: The DFI Publishers. (Poëzie.)
- Het curatorgedicht. Deel drie uit de serie Het 1 eurogedicht (2011). Amsterdam: The DFI Publishers. (Poëzie.)
- Het regeergedicht. Deel vier uit de serie Het 1 eurogedicht (2011). Amsterdam: The DFI Publishers. (Poëzie.)
- Het praatgedicht. Deel vijf uit de serie Het 1 eurogedicht (2011). Amsterdam: The DFI Publishers. (Poëzie.)
- Het beeldgedicht. Deel zes uit de serie Het 1 eurogedicht (2011). Amsterdam: The DFI Publishers. (Poëzie.)
- Het lesgedicht. Deel zeven uit de serie Het 1 eurogedicht (2011). Amsterdam: The DFI Publishers. (Poëzie.)
- Het kindergedicht. Deel acht uit de serie Het 1 eurogedicht (2011). Amsterdam: The DFI Publishers. (Poëzie.)
- Het schildergedicht. Deel negen uit de serie Het 1 eurogedicht (2011). Amsterdam: The DFI Publishers. (Poëzie.)
- SNAKE (2013). Amsterdam: The DFI Publishers. (Catalogus.)
- Tot hier en verder (2013). Utrecht: IJzer. (Poëzie.)
- Regen (2015). Utrecht: IJzer. (Poëzie.)
- Briljante man (2018). Utrecht: IJzer. (Roman.)
- Exclusief (2019). Utrecht: IJzer. (Poëzie.)

### Essay
- ‘Hosselen’. In: De Gids, 16 april 2020. (Essay.)

### Publicaties in het Engels
- Aquaholism (2014). Berlijn: Sternberg Press / Amsterdam: The DFI Publishers. (Catalogus.)
- The Holarium (2017). Berlijn: Sternberg Press. / Amsterdam: The DFI Publishers. (Monografie.)

### Secundaire literatuur

#### Algemeen
- Michiel van Kempen, 'Hoe SNAKE van Michael Tedja kan worden gerecenseerd.' In: Caraïbisch Uitzicht, 2 februari 2013. Hoe SNAKE van Michael Tedja kan worden gerecenseerd. [3]
- Lisa Boerstra, filmportret Michael Tedja. Op: Hollandse Meesters, 2015. [4]
- Alex de Vries, ‘Dichterbij Michael Tedja’. In: Mister Motley, 24 april 2020. Link: [5]
- Lucette ter Borg, ‘Michael Tedja zoekt overdaad’. In: NRC Handelsblad, 28 februari 2013.
- Piet Gerbrandy, ‘De vlekken van het licht; Tot hier en verder van Michael Tedja’. In: De Groene Amsterdammer, 4 december, 2013.
- Maria Barnas, 'Regen.' In: de Volkskrant, 12 maart 2016.
- Piet Gerbrandy, "'Kleurenblinde neger'". In: De Groene Amsterdammer, 6 april 2016.
- Edo Dijksterhuis, "'Het licht houden, dat vergt discipline'". In: Het Parool, 10 juli 2018.

#### Interviews
- Sandra Smallenburg, ‘De krokodil is eindelijk losgebroken; Michael Tedja toont nieuw werk in Amsterdamse galerie’. In: NRC Handelsblad, 5 september 2000.
- Haroon Ali, ‘Beeldend kunstenaar Michael Tedja heeft heus wel humor’. In: Vice, 31 januari 2013. [6]
- Robert Vuijsje, ‘Ik ben niet pro-black of pro-white’. In: de Volkskrant, 7 december 2015. [7]

#### OverExclusief
- N.n., Exclusief, Michael Tedja. IJzer, z.d.. [8]
- Melle Hammer, ‘Trailer voor de nieuwe bundel Exclusief van Michael Tedja’. Op: Facebookpagina uitgeverij IJzer, 23 maart 2019. [9]
- Alfred Schaffer, ‘Het schijnheil van mijn tijd’. In: De Groene Amsterdammer, 3 juli 2019. [10]
- Obe Alkema, ‘Gedichten die de taal uit elkaar schroeven’. In: NRC Handelsblad, 25 oktober 2019. [11]
- Max Urai, ‘Michael Tedja vindt van niet’. In: De Reactor, 8 januari 2020. [12]